# درب اليهودي
درب اليهودي، تنطق باللهجة المغربية درب ليهودي، بالأبجدبة اللاتينية Derb Lihoudi، هو أحد أقدم الأحياء بمدينة الدار البيضاء، وهو حي صغير يوجد قرب حي الأحباس السياحي، والمحادي للقصر الملكي بمدينة الدار البيضاء، تعتبر فترة ازدهاره في الأربعينات والخمسينات إلى بداية سنوات السبيعات من القرن الماضي، تحول في سنوات الثمانينات إلى أحد الأحياء الشعبية بمدينة الدار البيضاء، قبل أن ينتهي به المطاف منذ بداية سنوات التسعينات والألفية الثانية أن يصبح من الأحياء المهمشة التي تعرف هشاشة في البنية التحتية ومشاكلا اجتماعية مع انتشار الجريمة ومظاهر البلطجة في مدينة تعتبر من أوائل المدن الحداثية في الدار البيضاء.
أنتج أسماء رفيعة في مجال الرياضة والمسرح والسينما والفن قبل نهاية الثمانينات من القرن العشرين.

## أصل التسمية
يعتقد أنه قد سمي بهذا الاسم لأن أحد المغاربة اليهود كان يمتلك بنايات كثيرة في الحي الصغير، الذي أنشأه المستثمر والمنعش العقاري «بيير أوغست مارتيني» الذي ارتبط اسمه بأحياء الأحباس قرب القصر الملكي بالبيضاء، أما أوديل فهو اسم أحد أبنائه، الذي اشتغل هو الآخر في عالم العقار بالبيضاء. أما الاسم الًأصلي للحي فهو حي «مارتيني أوديل» على اسم المستثمر والمنعش العقاري الذي أنجز معظم بنايات الحي القديم حاليا، وهو شخصية فرنسية مقيمة في المغرب، فضل بعد الاستقلال البقاء في المغرب إلى أن وافته المنية، حيث دفن بالمقبرة المسيحية بالدار البيضاء.
وقد عُرف عن آراءه أنه كان شخصية تحررية مناهضة للاستمعار الفرنسي، رغم كونه فرنسيا، وقف مع استقلال المغرب ضد الاستعماريين، وذلك إبان فترة الحماية الفرنسية للمغرب.
وق دفن الأب بيير أوغست مارتيني وابنه أوديل مارتيني بالمقبرة المسيحية المتواجدة قرب حي العنق على كورنيش مدينة الدار البيضاء.